# Angulus superior scapulae

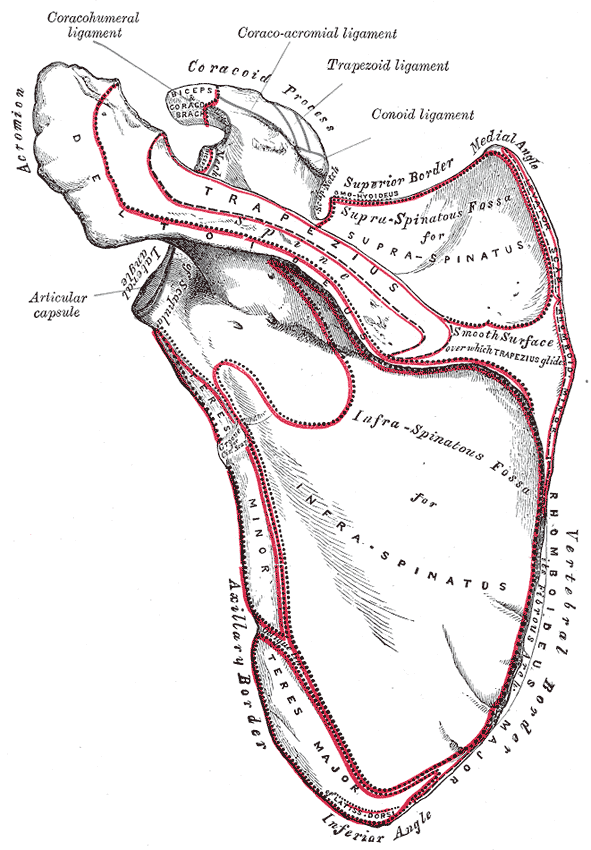
A lapocka dorsalis felszíne (fent jobbra lehet látni a kiszögellést)

Az angulus superior scapulae a lapocka (scapula) egyik szöge. A margo medialis scapulae és a margo superior scapulae találkozásánál található. Alakja kerekded. Felszíne sima és vékony. Egy kicsit hajlított. A musculus levator scapulae-nak biztosít tapadási helyet.